# Вістря (геральдика)
У геральдиці вістря — це гербова фігура, яка зазвичай зараховується до числа звичайних (фігур, що обмежені прямими лініями і займають певну частину щита). Він складається з клину, що виходить із верхнього краю щита і сходить до точки біля основи. Якщо вона торкається основи, це обов'язково подається в описі.

## Варіантні позиції та різна кількість
Хоча за замовчуванням вістря виходить з верхньої частини щита, воно може бути розширюватися з будь-якої іншої частини або сягати від краю до краю щита. Незважаючи на те, що воно не повинне торкатися основи, це правило часто ігнорується.

Коли щит має більше одного вістря, що сходяться під кутом, вони описуються як вістря в точці. Кілька геральдистів середньовіччя, такі як сер Томас Холм та Ніколас Аптон, вірили, що всякий раз, коли вістря виходять із глави, вони повинні автоматично зустрічатися в точці, але ця точка зору з часом випала з опису, і тепер стало звичною практикою, якщо не зазначено інше, їх слід малювати перпендикулярно. Однак усе ще можна зустрічати приклади попередньої версії думок.

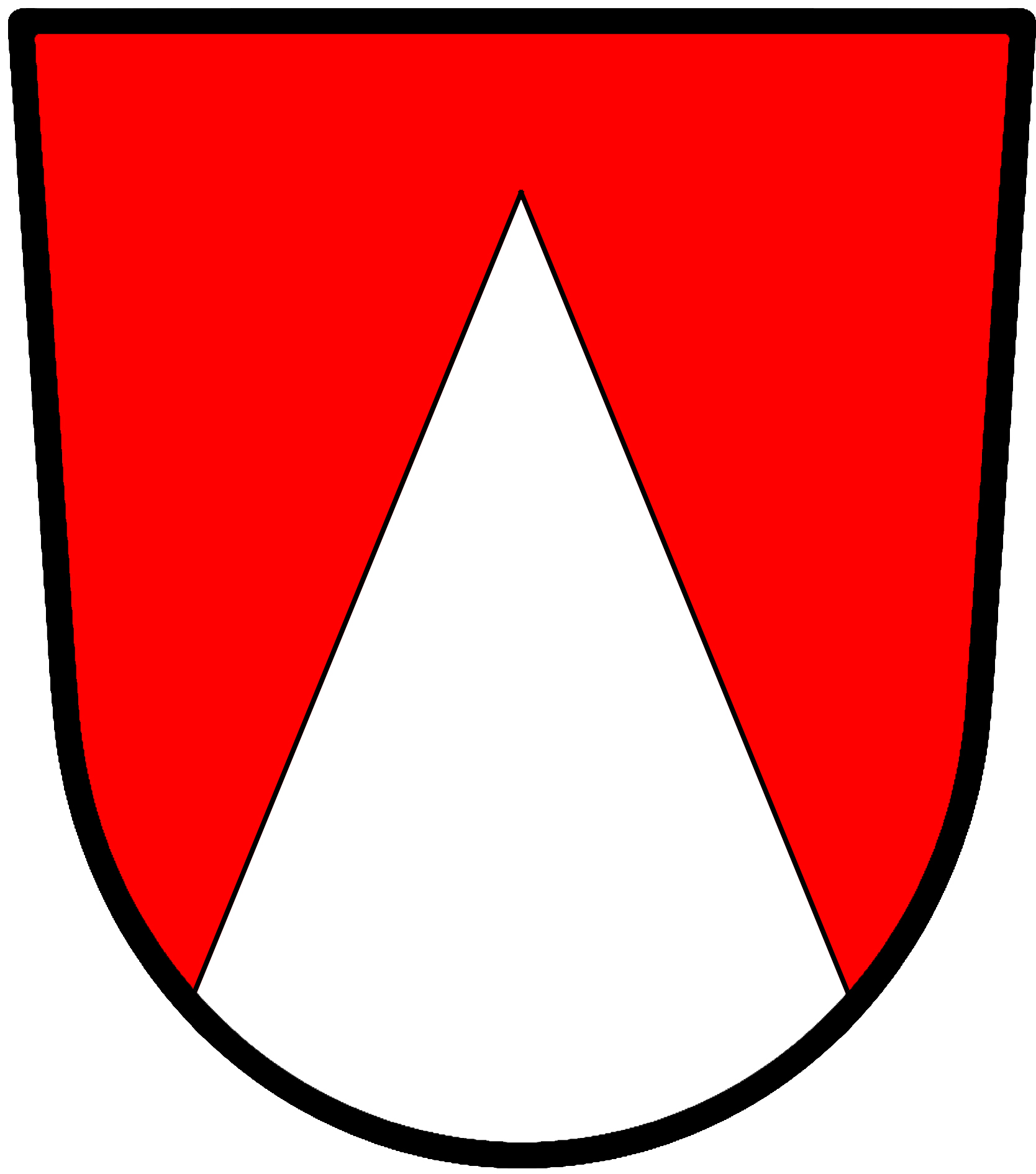
Вивернуте вістря (або перевернуте, або з основи)
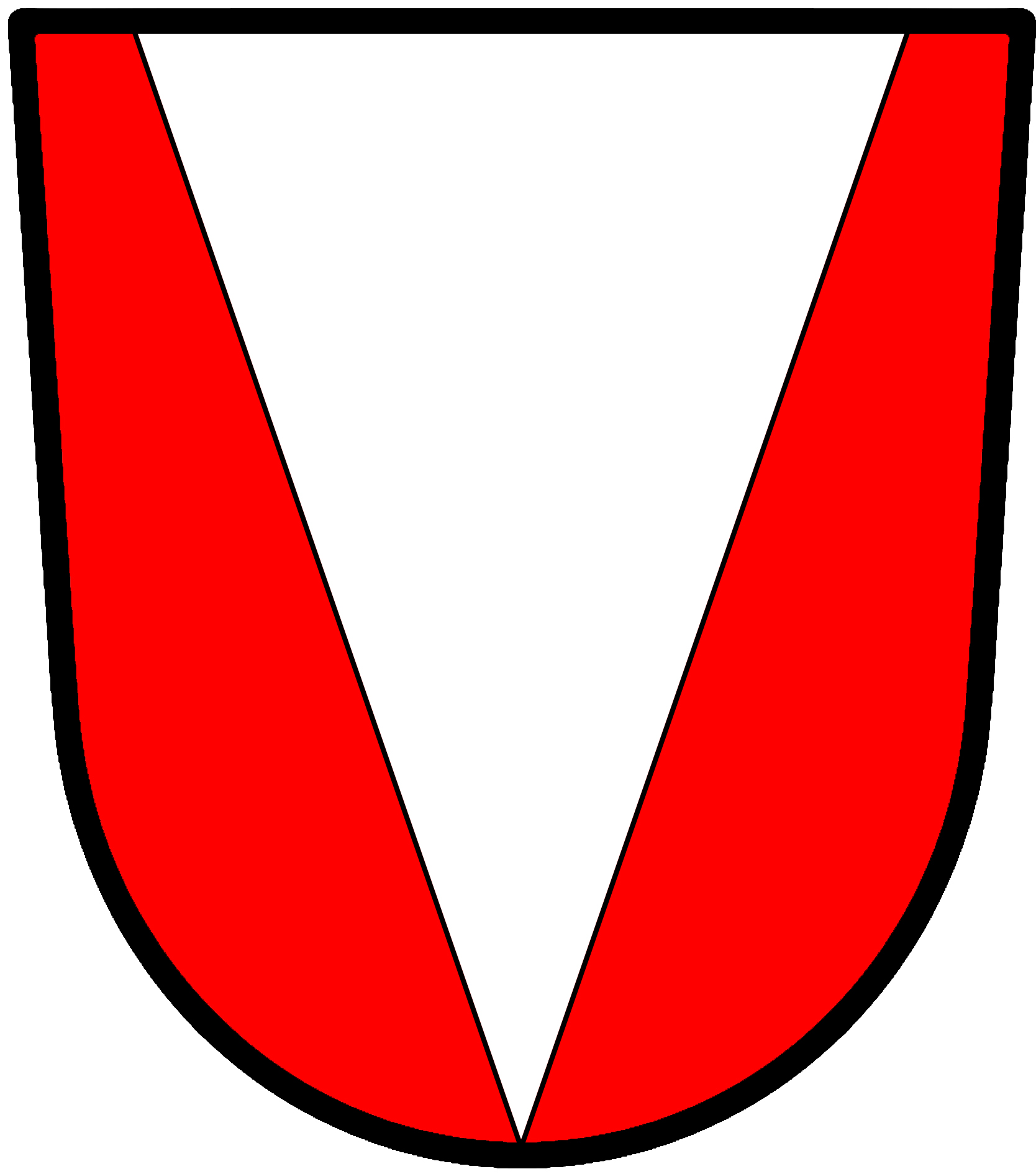
Вістря на весь щит (що сягає від одного краю щита до іншого)
Муніципальний герб Бассекур[en] (Швейцарія): три вістря справа
Герб родини Карр[sv] (Швеція): вістря із основи справа
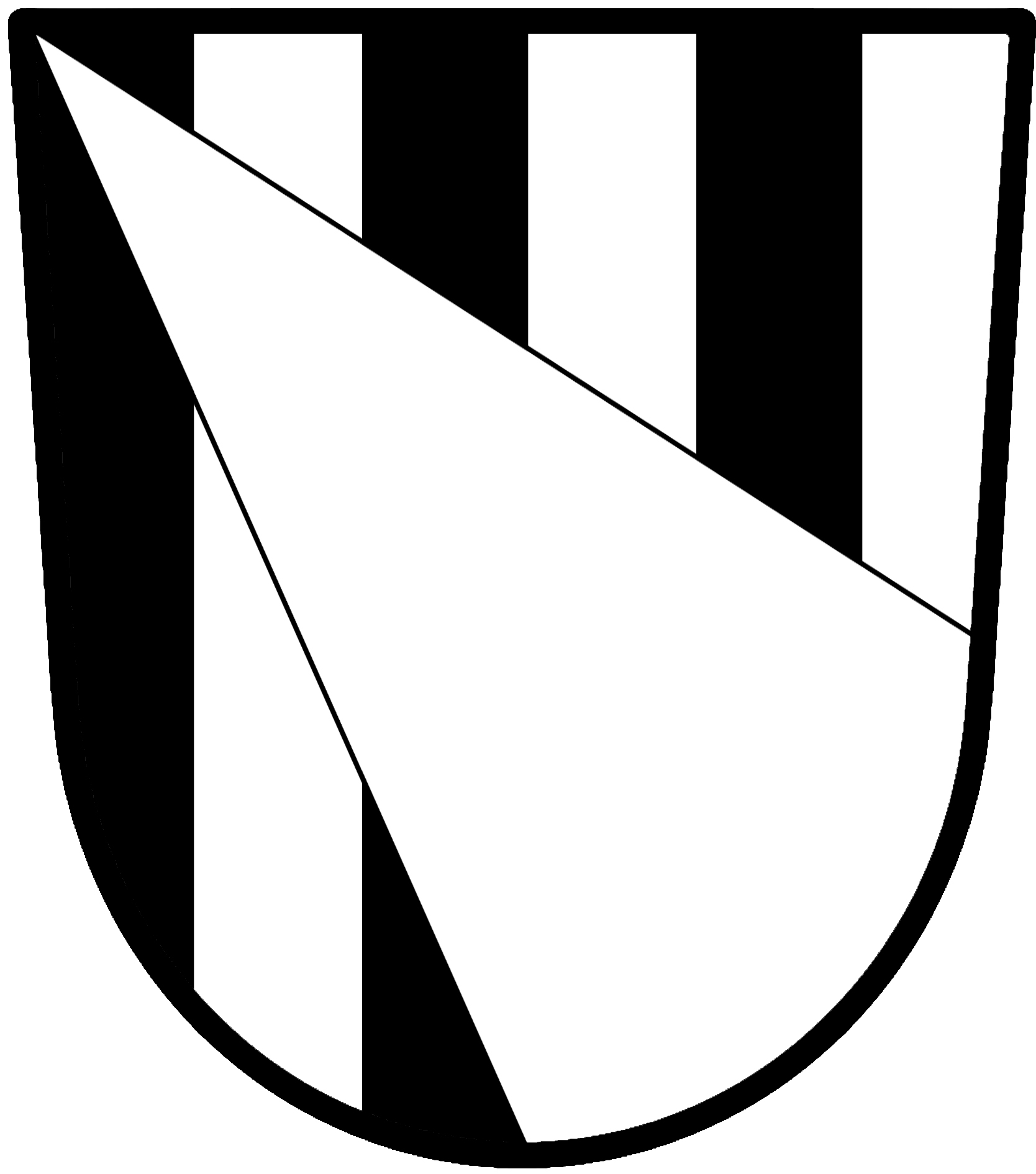
Герб Дороша [Архівовано 6 червня 2012 у Wayback Machine.] (Канада): вістря із основи зліва
Герб Джона Шотландського[en], графа Хантінгдона: три вістря в точку
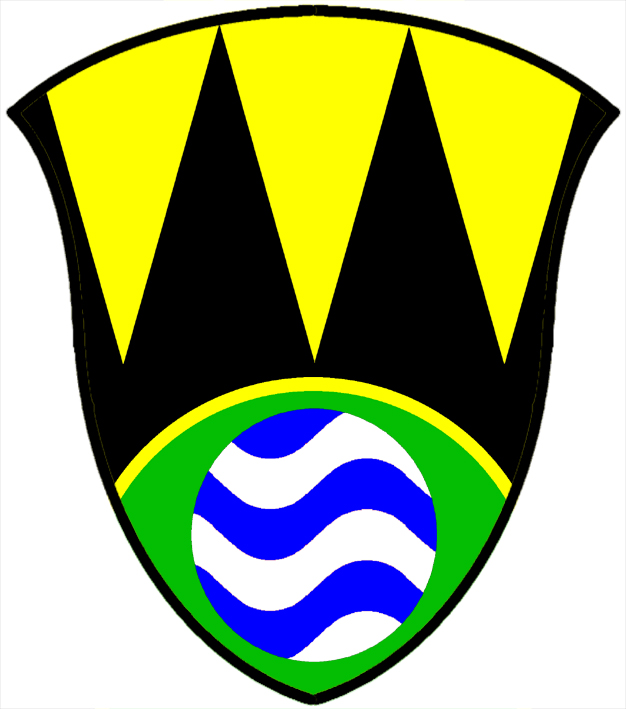
Рада Хай-Пік[en] (Англія): три вістря
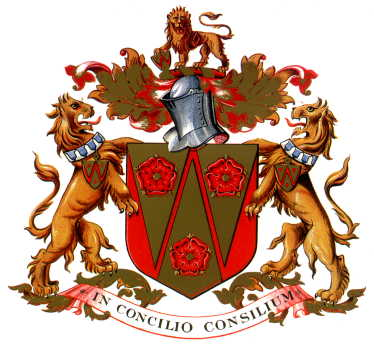
Рада округу Ланкашир[en] (Англія): три вістря: дві зверху і одна з основи
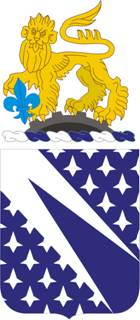
89-й кавалерійський полк[en], США: два вістря із глави справа
Герб Жака д'Етампа (1590–1668), маршала Франції: два вістря з основи в точку

## Варіантні форми
Як і будь-яка звичайна фігура, на вістрі можуть бути інші фігури, її краї можуть бути орнаментовані будь-якою варіаційною лінією, і може мати будь-яку настоянку або малюнок.

Герб барона Ешкомба[en]: вістря, що обтяжене головою лева
Герб Району Суоменніємі[en] (Фінляндія):вістря зліва, обтяжене зозулею
Герб Район Тейся[en] (Фінляндія): хмароподібне вістря з якого виходить хрест
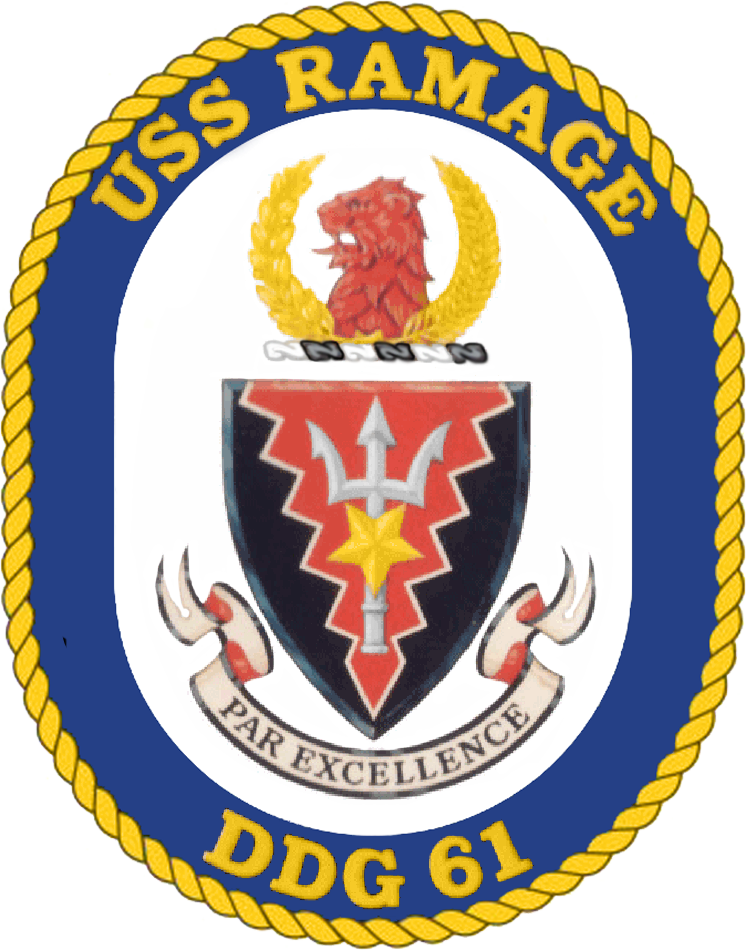
Герб корабля USS Ramage (DDG-61): врязане вістря
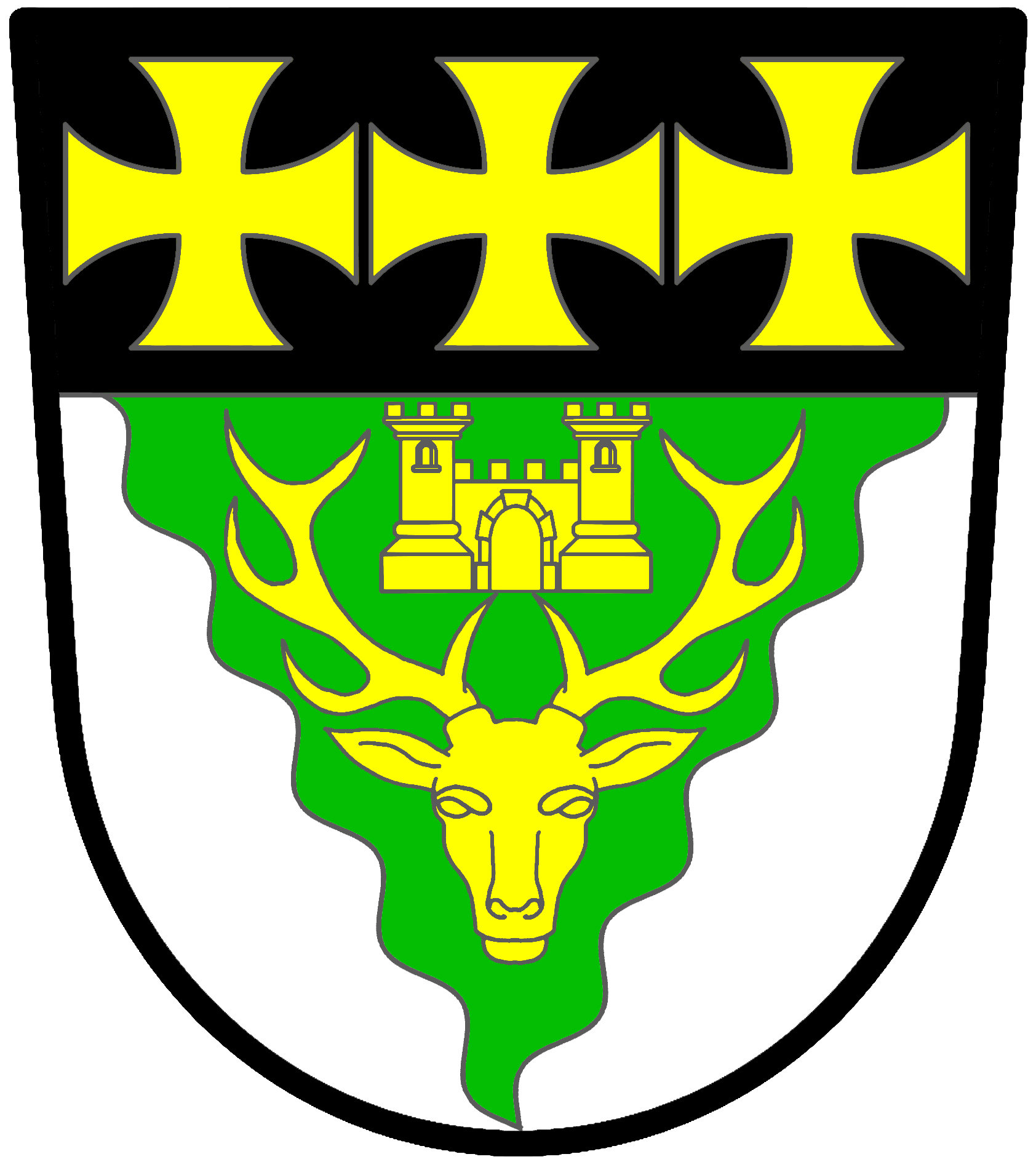
Герб Ліднейської[en] сільської районної ради (скасована в 1974 році): хвилясте вістря
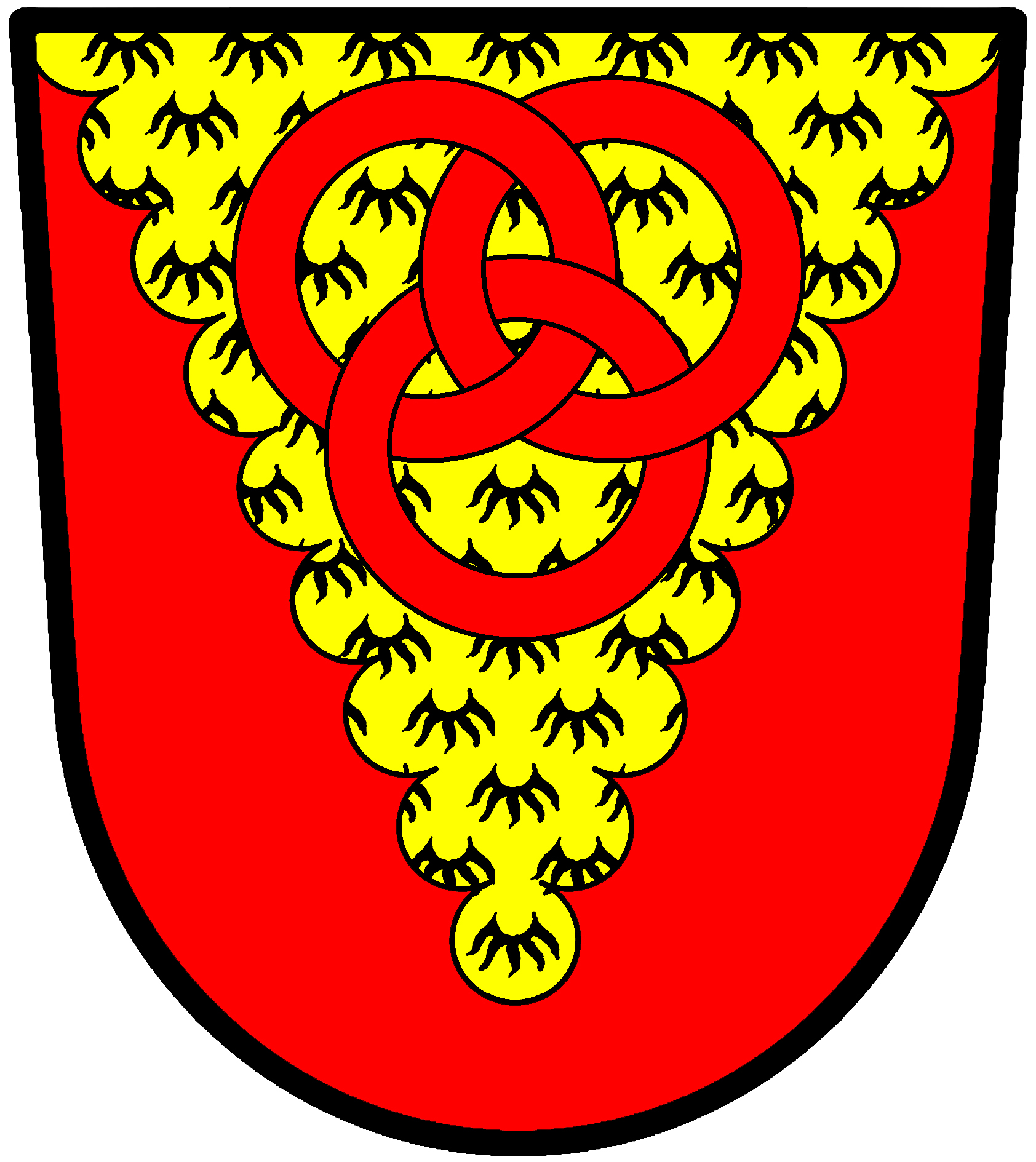
Герб Мандерів[en] (Англія): хмароподібне вістря
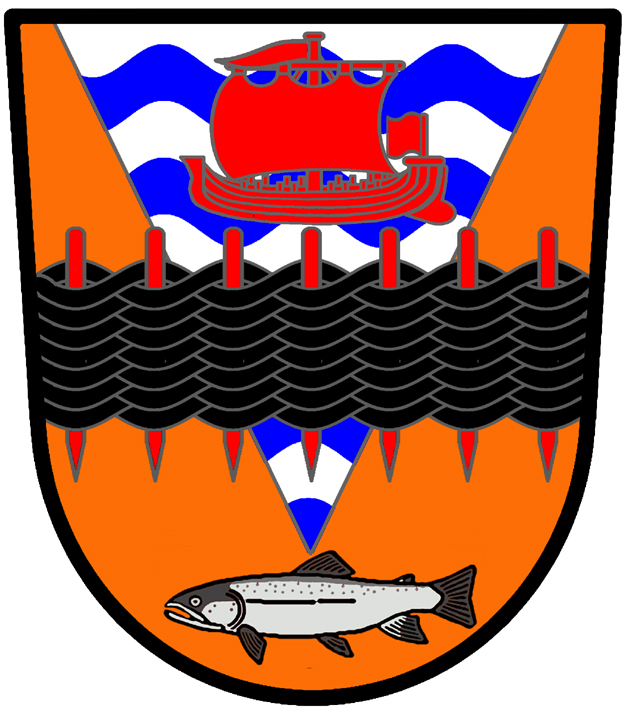
Герб Рільської міської ради (Вельз): вістря
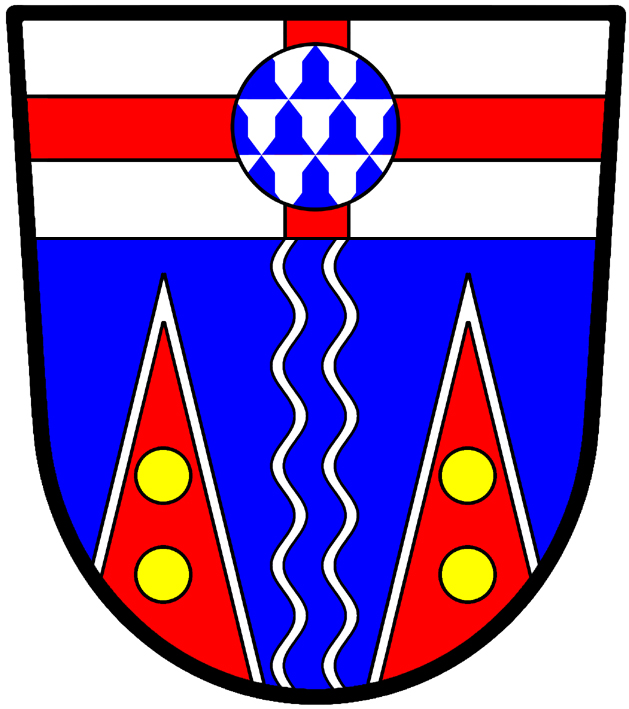
Герб Юкону (Канада): два вістря знизу

## Рідкісні варіанти
Іноді вістря мають більше однієї точки, з’являються у великій кількості, мають усічені або орнаментовані точки, орнаментовані краї або обтяжені іншими вістрями.

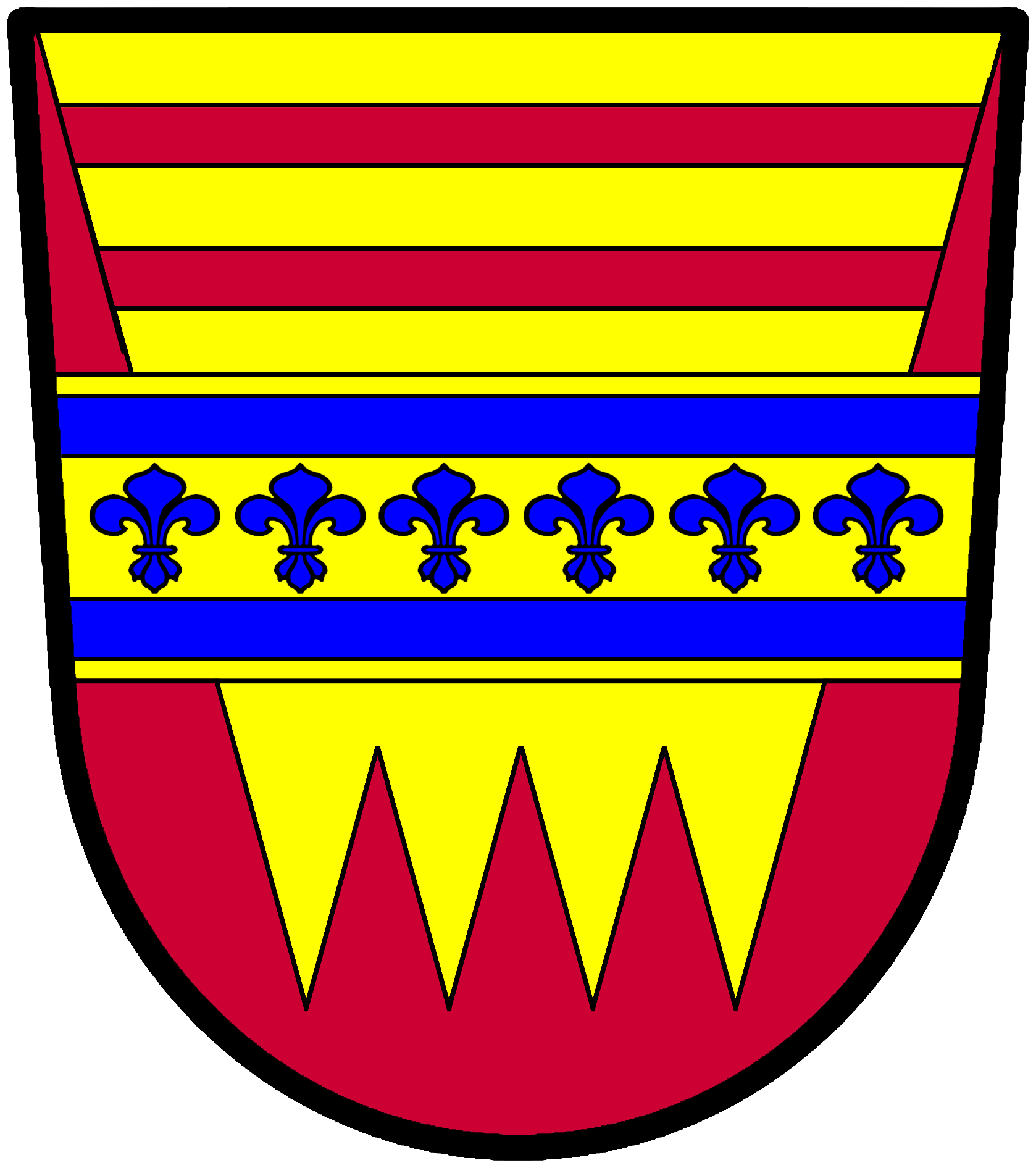
Герб 726 Технічного батальйону, США: вістря в купі з чотирьох точок
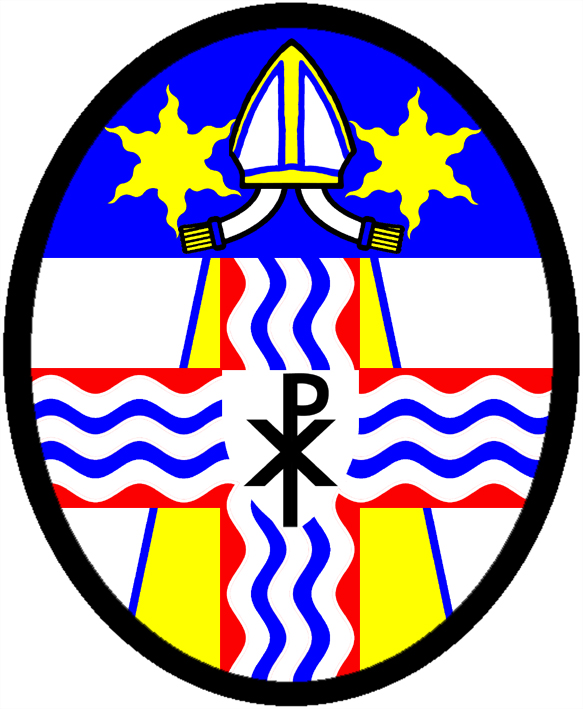
Герб Собору Христової Церкви (Канада): перевернуте усічене вістря
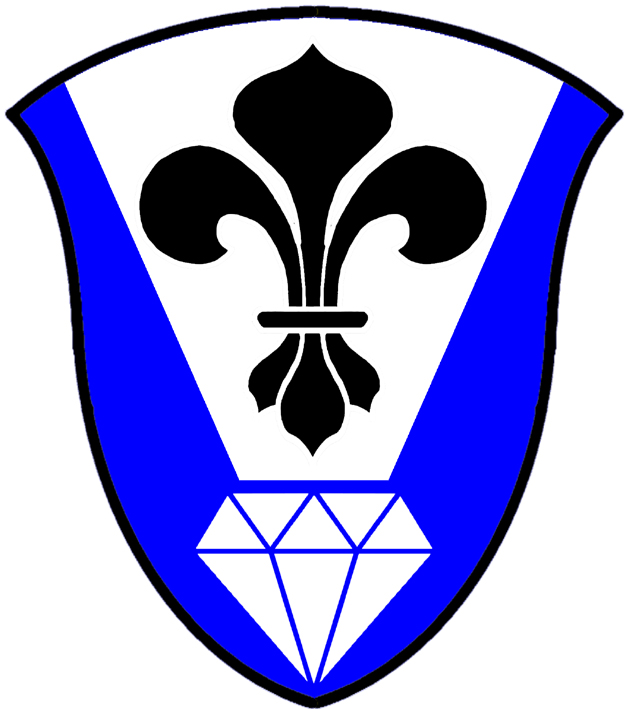
Герб Коледжу медсестер HR Stockdale (Південно-Африканська Республіка): вістря, в основі якого алмаз
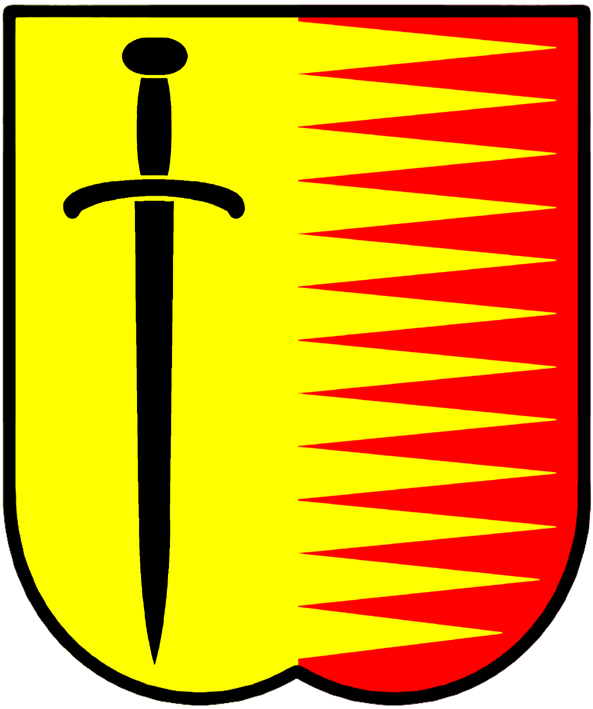
Герб Ради співробітників служби безпеки, РДА: дванадцять вістер вліво
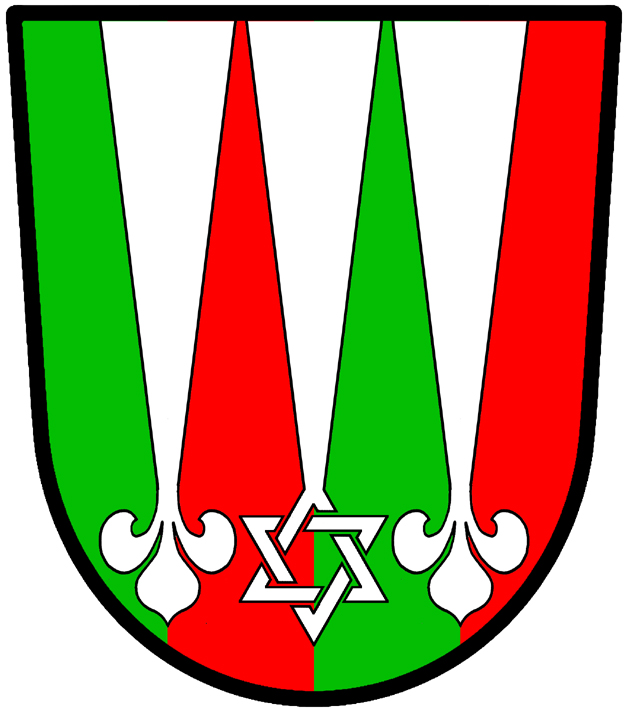
Герб Яннера (Англія): три вістря, що закінчуються лілеєю, переплетеним трикутником, лілеєю
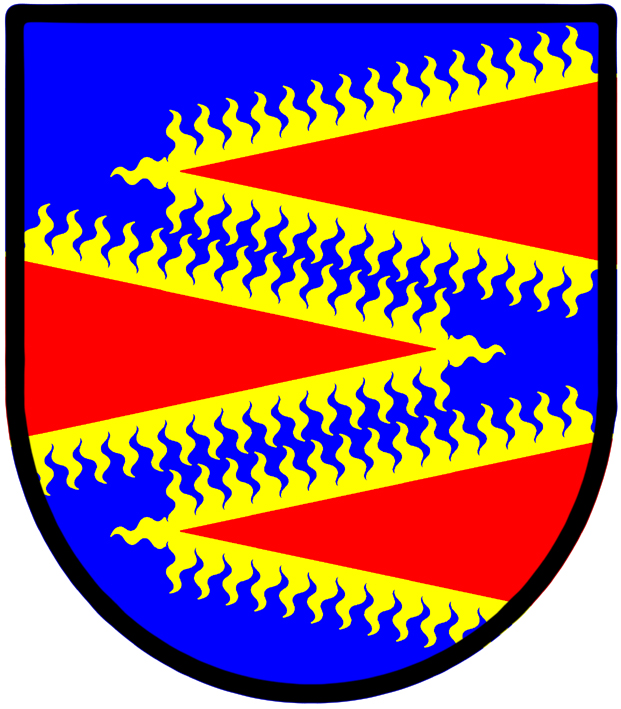
Герб Пол (Англія): три вістря, одне вліво, і два вправо
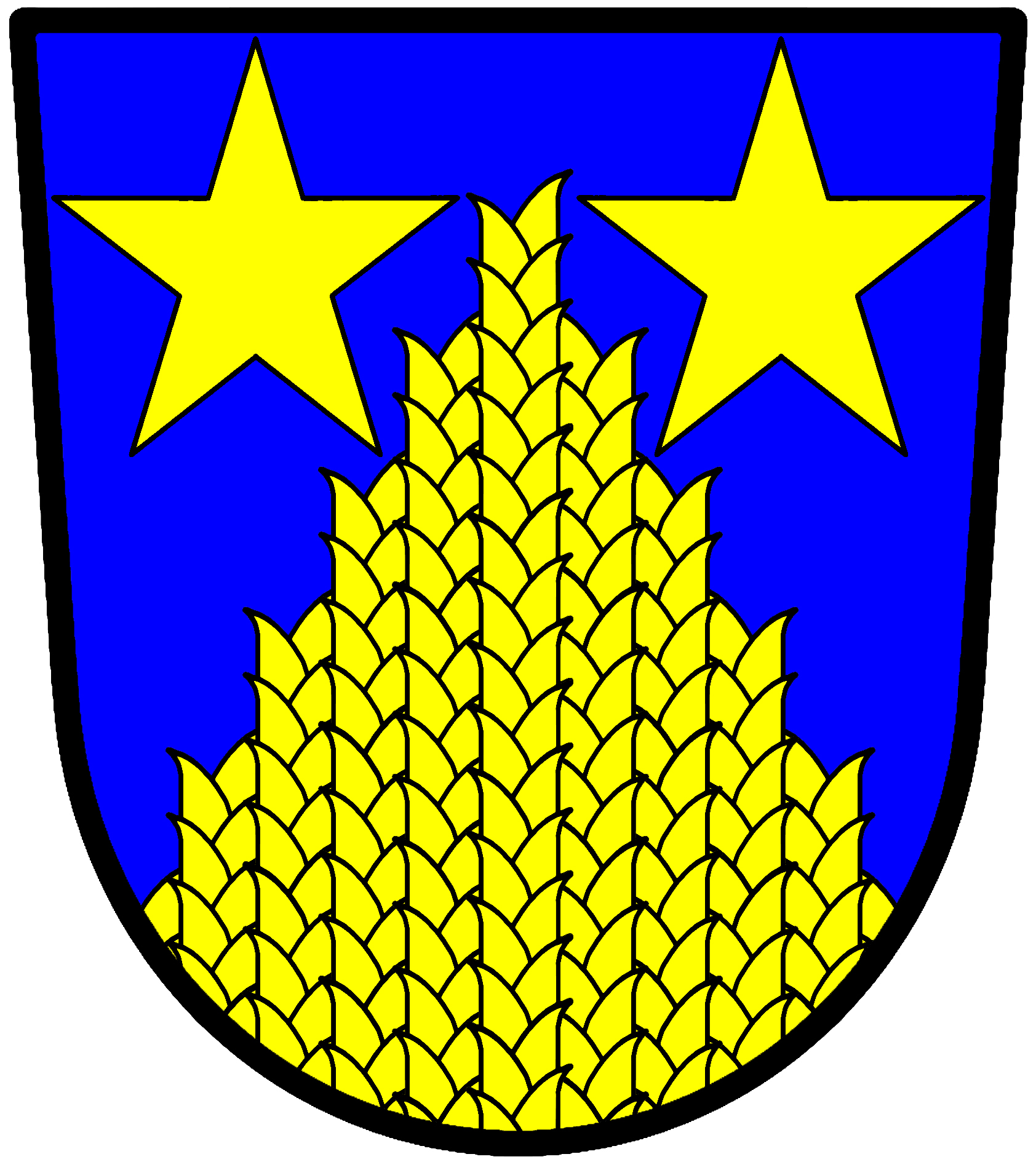
Герб Ханлі[en] (Канада): зворотне вістря з колосків пшениці

## Інші фігури у формі вістря
Розташування фігур може бути блазоване як вістря.

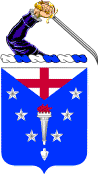
Герб 104-й піхотного полка, США: зірки в вістря
Герб герцога Корнуольського: безанти у вістря. Див. також місто Корнуолл [Архівовано 6 червня 2012 у Wayback Machine.], Канада
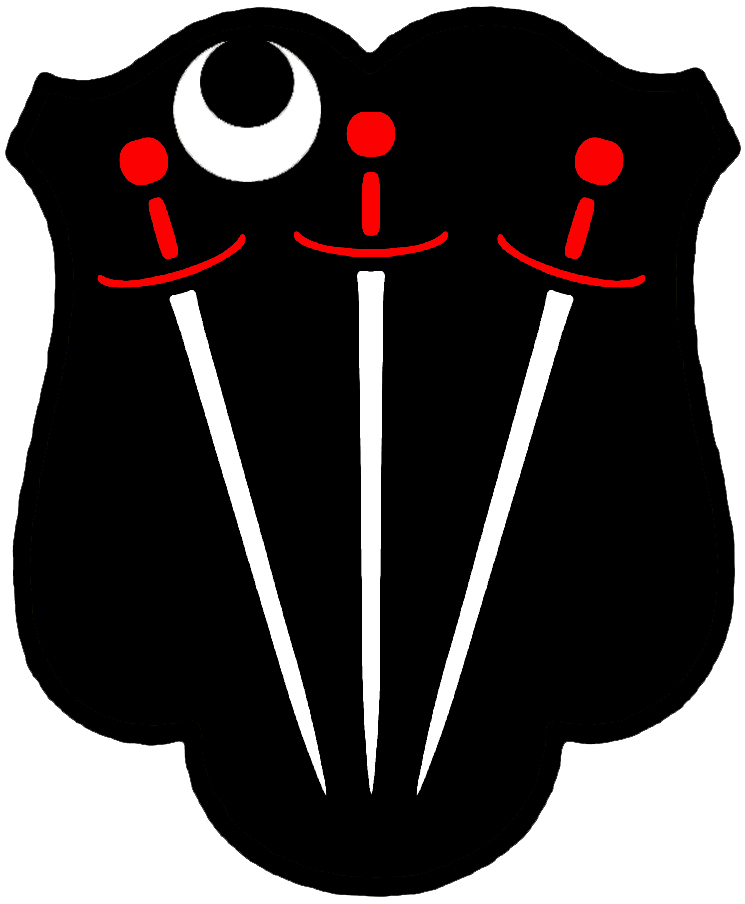
Герб Паулетс (Англія): три мечі в вістря
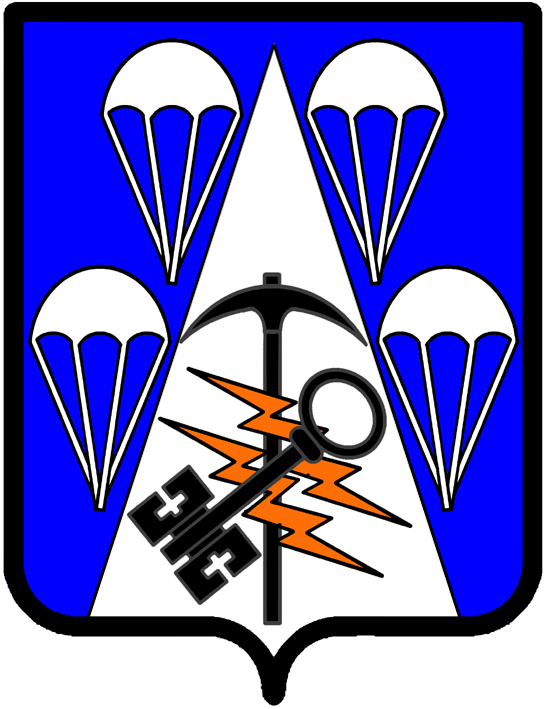
Батальйон спеціальних військ, бойова команда 4-ї бригади, США: вістреподібні парашути
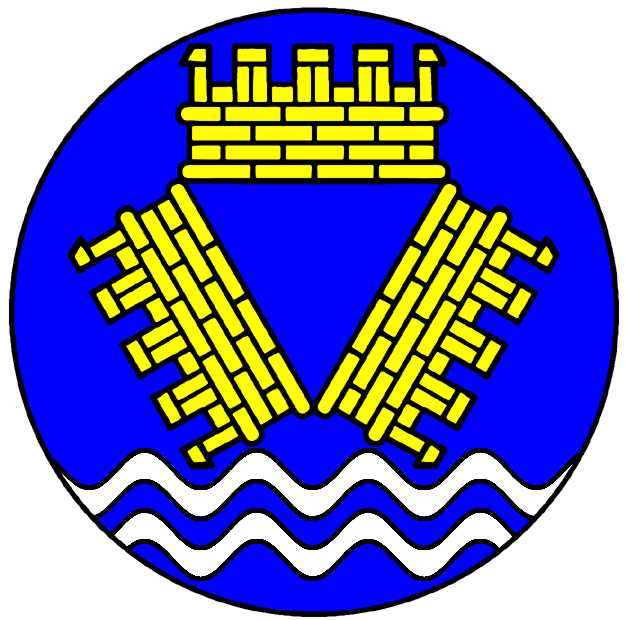
Знак Мерсисайдської митрополичої ради (Англія): три стінові корони з’єдналися в вістря
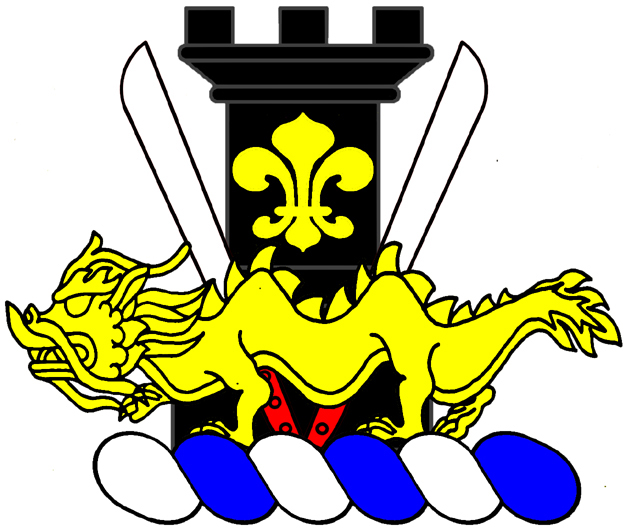
Клейнод 184-го озброєного батальйону[en], США: два мачете у вістря

## Фігура чи поділ?

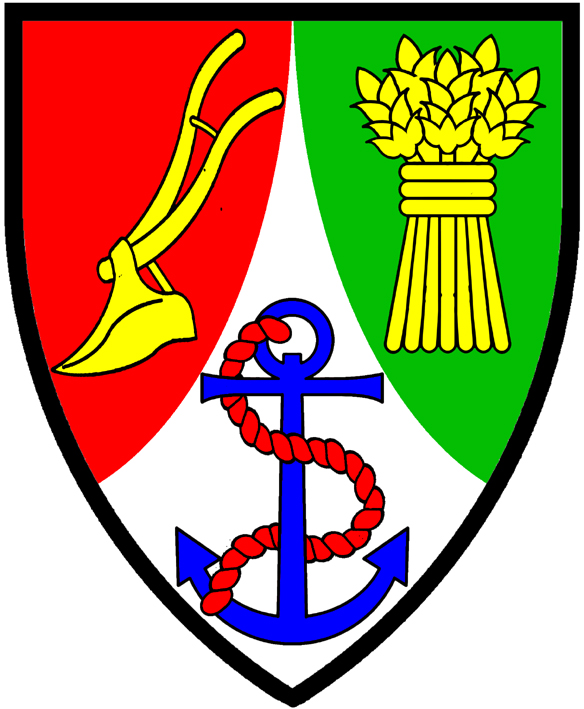
Герб Ельзенбурзького сільськогосподарського коледжу

Різниця між вістрям та полем, розділеним на перевернуту крокву, або між переверненою кроквою та полем у крокву може бути невизначеною.
Показаний тут герб для Ельзенбурзького сільськогосподарського коледжу було висвітлено Південноафриканським геральдичним бюро як Вістреподібний поділ у вивернутому вигляді в червоне, зелене і срібне поля; справа золотий плуга і зліва — сніп, в основі — синій якір з червоним канатом; але його можна було так само легко описати, як Срібне перевернуте вістря в червоно-зеленому полі між золотими плугом та шатою, обтяжений синім якорем з червоним канатом.

## Зовнішні посилання
- Heraldry Society of Scotland: members' arms
- Heraldry Society of Scotland: civic heraldry [Архівовано 21 липня 2019 у Wayback Machine.]
- The Public Register of Arms, Flags and Badges of Canada
- USA Institute of Heraldry
- The Royal Heraldry Society of Canada: Members' Roll of Arms
- Civic Heraldry of England and Wales [Архівовано 3 квітня 2009 у Wayback Machine.]
- Armoria Patriae: State Arms in South Africa
- South African Bureau of Heraldry database (via National Archives of South Africa) [Архівовано 25 липня 2009 у WebCite]
- James Parker A Glossary of Terms Used in Heraldry (online version) Saitou, hard copy first published 1894 [Архівовано 2 травня 2021 у Wayback Machine.]